# Oisemont
Oisemont is een gemeente in het Franse departement Somme (regio Hauts-de-France) en telt 1267 inwoners (2005). De plaats maakt deel uit van het arrondissement Amiens.

## Geografie
De oppervlakte van Oisemont bedraagt 8,0 km², de bevolkingsdichtheid is 158,4 inwoners per km².
De onderstaande kaart toont de ligging van Oisemont met de belangrijkste infrastructuur en aangrenzende gemeenten.

## Demografie
Onderstaande figuur toont het verloop van het inwonertal (bron: INSEE-tellingen).